# Comuna Țibănești, Iași
Țibănești este o comună în județul Iași, Moldova, România, formată din satele Glodenii Gândului, Griești, Jigoreni, Răsboieni, Recea, Tungujei, Țibănești (reședința) și Vălenii.

## Așezare
Comuna se află în marginea sud-estică a județului, la limita cu județul Vaslui, pe malurile râului Sacovăț, unde acesta formează lacul de acumulare Tungujei. Este străbătută de șoseaua județeană DJ248A, care o leagă spre nord de Țibana, Voinești și Miroslava, și spre sud în județul Vaslui de Todirești (unde se termină în DN15A.

## Demografie
Componența etnică a comunei Țibănești
     Români (87,46%)
     Alte etnii (0,05%)
     Necunoscută (12,49%)
Componența confesională a comunei Țibănești
     Ortodocși (83,79%)
     Adventiști (2,57%)
     Alte religii (1,01%)
     Necunoscută (12,64%)
Conform recensământului efectuat în 2021, populația comunei Țibănești se ridică la 6.236 de locuitori, în scădere față de recensământul anterior din 2011, când fuseseră înregistrați 7.119 locuitori. Majoritatea locuitorilor sunt români (87,46%), iar pentru 12,49% nu se cunoaște apartenența etnică. Din punct de vedere confesional, majoritatea locuitorilor sunt ortodocși (83,79%), cu o minoritate de adventiști (2,57%), iar pentru 12,64% nu se cunoaște apartenența confesională.

## Politică și administrație
Comuna Țibănești este administrată de un primar și un consiliu local compus din 15 consilieri. Primarul, Neculai Munteanu[*], de la Partidul Național Liberal, este în funcție din octombrie 2020. Începând cu alegerile locale din 2024, consiliul local are următoarea componență pe partide politice:
|  | Partid                          | Consilieri | Componența Consiliului | Componența Consiliului | Componența Consiliului | Componența Consiliului | Componența Consiliului | Componența Consiliului | Componența Consiliului |
|  | ------------------------------- | ---------- | ---------------------- | ---------------------- | ---------------------- | ---------------------- | ---------------------- | ---------------------- | ---------------------- |
|  | Partidul Național Liberal       | 7          |                        |                        |                        |                        |                        |                        |                        |
|  | Partidul Social Democrat        | 5          |                        |                        |                        |                        |                        |                        |                        |
|  | Alianța pentru Unirea Românilor | 2          |                        |                        |                        |                        |                        |                        |                        |
|  | Partidul Mișcarea Populară      | 1          |                        |                        |                        |                        |                        |                        |                        |

## Istorie
La sfârșitul secolului al XIX-lea, comuna făcea parte din plasa Fundurile a județului Vaslui și era alcătuită din satele Țibănești, Jigorani, Gârbești și Lingurari, având în total 1216 locuitori. În comună funcționau două biserici și o școală. La acea vreme, pe teritoriul actual al comunei mai funcționa în aceeași plasă și comuna Tângujei, formată din satele Tângujei, Griești, Recea, Moara lui Ciornei, Pănoasa și Poiana Mănăstirii, având în total 1323 de locuitori; aici erau două biserici și o școală. Anuarul Socec din 1925 consemnează comuna în plasa Negrești a aceluiași județ; comuna Țibănești avea 2031 de locuitori în satele Găureni, Gârbești, Jigoreni și Țibănești; iar comuna Tungujei avea 1190 de locuitori în satele Griești, Moara lui Ciornei, Pănoasa, Recea și Tungujei. În 1931, câteva sate ale comunei Tungujei s-au separat pentru a forma noua comună Țibana, cea dintâi rămânând cu satele Griești, Recea și Tungujei, în timp ce comuna Țibănești avea în compunere în plus satele Glodenii Gândului și Războieni.
În 1950, comunele au fost transferate raionului Negrești din regiunea Iași, în timp comuna Tungujei fiind absorbită de comuna Țibănești. Satul Găureni a primit în 1968 denumirea de Vălenii. În 1968, comuna a trecut la județul Iași.
La 29 iunie 2006, cu prilejul sărbătorii Sfinților Apostoli Petru și Pavel când au loc "Zilele comunei Țibănești", în satul Țibănești au fost dezvelite două busturi ale omului politic Petre P. Carp, la interval de o jumătate de oră și la o distanță de 200 metri unul de celălalt. Primul bust (realizat din bronz de către sculptorul Mihai Vereștiuc) a fost dezvelit în fața școlii generale din comună, din inițiativa Partidului Conservator, la ceremonie fiind prezent chiar liderul Dan Voiculescu. Imediat după sfințirea primului bust, a avut loc dezvelirea unui al doilea bust (realizat din piatră) în fața Primăriei, din inițiativa Partidului Democrat, reprezentat de către deputatul Petrică Movilă.

## Monumente istorice

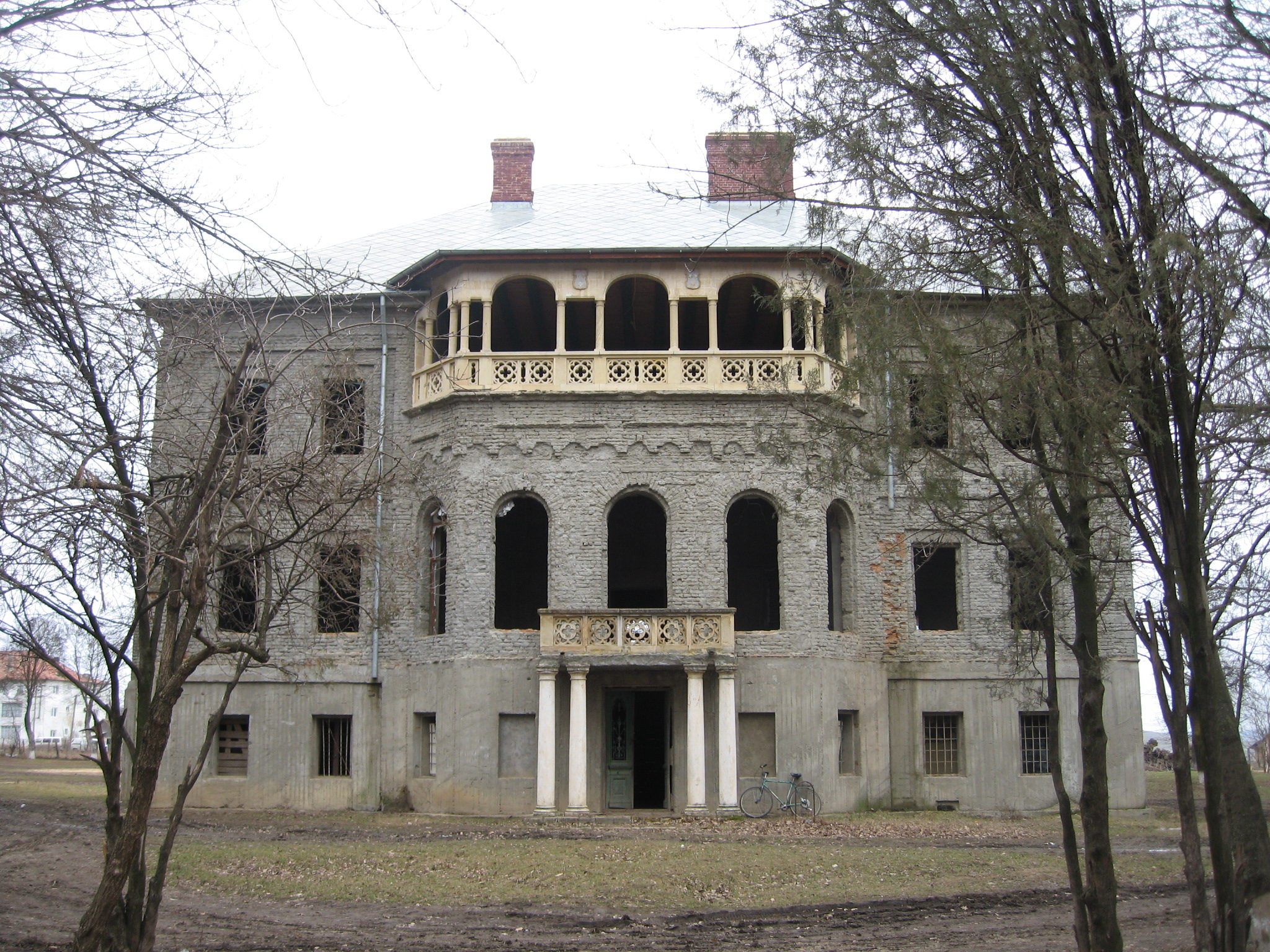
Conacul Carp din Țibănești, monument istoric

Nouă obiective din comuna Țibănești sunt incluse în lista monumentelor istorice din județul Iași ca monumente de interes local. Cinci dintre ele sunt situri arheologice: situl de la „Suhatul Glodenilor” (1 km est de satul Glodenii Gândului); situl de la „Seliștea” (300 m sud-est de satul Vălenii); situl de „la Șanțuri” (marginea de nord-vest a satului Țibănești); cel de la „Cuibul Hultanului” (1,5 km nord-nord-vest de școala generală din Jigoreni); și situl de la „Grindu-Piersicărie” (1 km nord de aceeași școală. Siturile cuprind urme așezări începând cu eneoliticul final și sfârșind cu perioada medievală.

Școala din Țibănești

Celelalte patru obiective sunt clasificate ca monumente de arhitectură: biserica „Sfinții Împărați” (1784) din Griești; biserica de lemn „Adormirea Maicii Domnului” (secolul al XVIII-lea) din Vălenii; biserica de lemn cu același hram (1813) din satul Jigoreni; și ansamblul conacului Petre P. Carp din Țibănești, ansamblu alcătuit din conacul propriu-zis (secolul al XIX-lea), biserica „Adormirea Tuturor Sfinților” (1819) și mausoleul familiei Carp (monument din 1819 clasificat ca monument memorial sau funerar).

## Personalități
- Petre P. Carp (1837 - 1919), politician, membru marcant al Partidului Conservator.
- Leon Ballif (1892 – 1967), medic psihiatru, profesor universitar la Facultatea de Medicină din Iași, rector al Universității „Alexandru Ioan Cuza” din Iași, director al Spitalului „Socola”.
- Petre Brânzei (1916 - 1985), medic psihiatru, profesor universitar la Facultatea de Medicină din Iași, director al Spitalului „Socola” și unul din reprezentanții de seamă ai școlii de psihiatrie de la Socola.

## Economie
În anul 2014, comuna Țibănești era cea mai săracă din județul Iași.